# Xavier Delarue
Pour les articles homonymes, voir Delarue.
 (novembre 2016).
Xavier Delarue, né le 15 octobre 1977 à Saint-Ouen en Seine-Saint-Denis, est un joueur français de basket-ball évoluant au poste d'ailier, candidat de télé-réalité et comédien.

## Biographie

### Carrière sportive
Xavier Delarue fait ses débuts de joueur à l'Espérance sportive de Stains, en Seine-Saint-Denis à l'âge de 15 ans. Il est repéré par un club de la capitale pour rejoindre les meilleurs jeunes basketteurs français en 1993-1994[réf. nécessaire].
Après avoir fini son cursus cadet, il part à 18 ans au Basket Club niortais, à Niort, en Nationale 4, en 1996. Il monte en Nationale masculine 3 en 1997, puis en Nationale masculine 2 en 1998. Lors de cette saison il marque 20,6 points de moyenne par match[réf. nécessaire].
Il rejoint le club de Sablé-sur-Sarthe en Nationale 1 en 1999. Il s'intègre rapidement et marque plus de 16 points par match pour sa première saison au niveau semi-professionnel, et se classe dans les trois meilleurs marqueurs de son niveau.
Il signe pour deux saisons dans le Forez en 2000-2002, le club Les enfants du Forez, à Feurs, en Nationale masculine 1. Lors de ces deux saisons, il participe au All-Stars Game qui regroupe tous les meilleurs joueurs de la Nationale 1.
Grâce à cette exposition, il rejoint le club du SPO Rouen. Xavier Delarue et ses coéquipiers finissent champions de France de Nationale masculine 1 en 2003, ayant signé pour deux saisons. Il reste dans le club du promus. À l'issue de la saison régulière, le club se qualifie pour les playoffs et échoue en quart de finale au palais des Sports de Bercy.
Il joue avec l'ESPE Basket Châlons-en-Champagne en Pro A pour la saison 2005. Son temps de jeu est moyen malgré les défaites du club ; la saison se solde par une descente en Pro B.
Xavier Delarue joue à la JSF Nanterre en Pro B mais il ne retrouve pas son meilleur niveau. D'un commun accord[réf. nécessaire] avec l'encadrement, il quitte durant la saison 2006 l'équipe avec laquelle il était lié par contrat encore deux ans.
Il signe avec le Levallois Sporting Club Basket en Pro B le 28 novembre 2006 avec lequel il dispute une vingtaine de matches en six mois, son contrat arrivant à terme le 30 juin 2007. Le club se qualifie pour les playoffs et finit sa saison en quart de finale.
Delarue joue à Besançon en Pro B, officiellement enregistré auprès de la LNB le 3 avril 2008. Il rejoint son entraîneur de Levallois Sporting Club Basket à Besançon après la télé-réalité Secret Story sur TF1 et finit Champion de France de Pro B en 2008 malgré une huitième place en saison régulière.
Pour l'année 2009, il rejoint l'équipe de l'UJAP Quimper en championnat Pro B.
Après avoir pris une année sabbatique, il combine son métier avec celui d'animateur sportif pendant 2 ans et retrouve les parquets de Pro B lors de la saison 2010-2011, avec le Stade clermontois Basket Auvergne. Il reste au SCAB pour la saison 2011-2012 après la descente du club en NM1.
Le club descend d'une division à la fin de la saison 2011-2012 pour se retrouver en NM2, et Xavier Delarue rompt son contrat avec le Stade clermontois et joue au Canada pour les Kebekwa de Laval. Mais l'équipe est exclue du championnat de la Ligue nationale de basketball du Canada avant le début de la saison,. Il signe alors avec le Jazz de Montréal. Il prend sa retraite en 2013.

### Carrière télévisuelle
Il est animateur sportif, de 2010 à 2012, dans une émission de téléshopping, Shopping Avenue Matin, présentée par Michel La Rosa sur TF1.
Il est animateur sur la chaine Star24,. « Reporter Très Très Spécial » est une émission de divertissement qui couvre des événements peoples et associatifs.
En 2016 Xavier Delarue et sa femme, Tatiana-Laurens Delarue participent au documentaire des 10 ans de Secret Story « 10 ans de Secret Story, les secrets du phénomène » produit par Endemol France ainsi qu'au pré-générique de Secret Story saison 10. Le couple reçoit des invitations lors du debrief de l’émission animée par Christophe Beaugrand.
En avril 2017, il apparaît dans la série de TMC Les Mystères de l'amour. Il incarne Antoine, un tueur à gages. Il est un personnage récurrent de la saison 15. En 2024 et 2025, il part en tournée de son One man show Origine

### Vie privée
Le 15 juillet 2020, il se sépare de Tatiana-Laurens Delarue après 17 ans de relation amoureuse et 14 ans de mariage. Un an après, le 13 juillet 2021, ils annoncent sur Instagram qu’ils sont de nouveau ensemble, et le 8 août 2021, qu'ils attendent leur premier enfant.

## Palmarès
- Sélectionné au All-Star Game de NM1 en 2002 avec Feurs
- Sélectionné au All-Star Game de NM1 en 2003 avec Rouen.
- Champion de France National de NM1 en 2003 avec Rouen.
- Champion de France de Pro B en 2008 avec Besancon (BCD).

## Émissions
- 2007 : Jouer n'est pas tromper (Europe 2 TV)
- 2007 : Secret Story : Candidat (TF1)
- 2007 : Shopping Avenue Matin : Animateur sportif (TF1)
- 2014 : L'île des vérités 4 : Candidat (NRJ 12)
- 2015 : Star24: Animateur (Star 24)
- 2016 : FriendS Trip 3 : Candidat (NRJ 12)
- 2017 : Undressed (NRJ12) : Animateur avec Tatiana Laurens (NRJ12)

## Filmographie
- depuis 2017 : Les Mystères de l'amour (récurrent lors des saisons 14 à 16, 18 à 20 ; principal depuis la saison 21) : Antoine Valès/Tony Vargas/Bruno Valès